# Symbiotes latus
Symbiotes latus es una especie de coleóptero de la familia Endomychidae.

## Distribución geográfica
Habita en Europa.